# Alva B. Adams
Alva B. Adams (Del Norte, 1875. október 29. - Washington, 1941. december 1.) az Amerikai Egyesült Államok szenátora (Colorado, 1923–1924 és 1933–1941).